# La Focella
La Focella (La Foceicha en asturiano y oficialmente) es una parroquia de Teverga, en Asturias y situada a  11,7 km de San Martín, capital del concejo. Se encuentra en la ladera septentrional del llamado cordal de La Mesa, cercana a la A-228 y a la localidad de Páramo. Ocupa una extensión de 23,84 km² y dentro de  su perímetro aparece la huella de un gran lago que aparece en épocas otoñales o con el deshielo, acontecimiento citado por Gaspar Melchor de Jovellanos en uno de sus viajes. Su templo parroquial está dedicado a Nuestra Señora del Pando.

## Historia
Se trata de una zona de gran desarrollo histórico-cultural, que se inicia con el asentamiento entre la Edad del Bronce y la Edad del Hierro de los asentamientos castreños de El Carrillón de los Moros, La Cogollina, La Cogolla, La Garba, El Pico la Peña y El Castillo de Trescuro. Posiblemente es una de las poblaciones más antiguas de Teverga, lugar donde se cruzaban los caminos procedentes de la Meseta y vinculada a la trashumancia con Torrestío y el Camín Real de La Mesa.

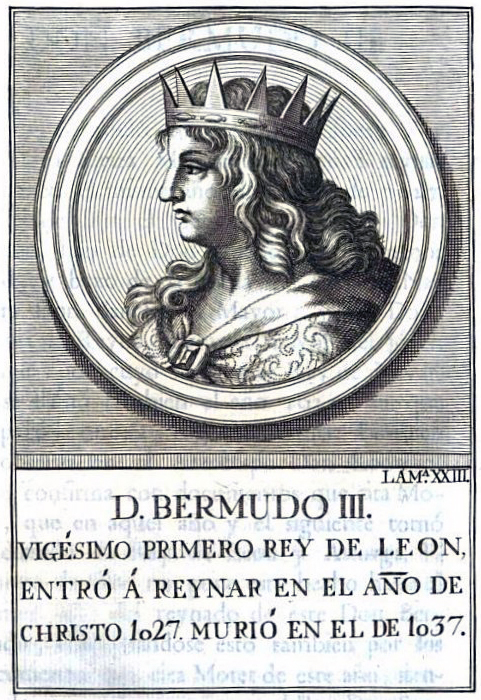
Retrato Rey de León-Bermudo III

Su arquitectura tradicional emana la memoria de la que es portadora, si bien es uno de los tres núcleos urbanos (Páramo, Villa de Sub y La Focella) que componen El Privilegio. Demarcación custodiada con esmero  desde el siglo XI a merced un manifiesto del Rey Bermudo III, donde se disfrutaban de franquicias y concesiones de hidalguía, pruebas plenas de nobleza, transmisibles por matrimonio o línea femenina como gracia comunitaria de singularidad excepcional que ha permanecido durante siglos, siendo la nobleza de los términos del Privilegio, una de las corporaciones nobiliarias más antiguas de España.
El historiador Tirso de Avilés y Hevia recogió el siguiente verso;

Bermudo, rey poderoso,
Tercero que fue llamado,
Deseando con cuidado,
Gratificar al famoso
Bellido Orioles nombrad, 
Quiso que el orbe supiese
El valor de este Ynfanzón
Su invencible corazón,
Y que de el la fama fuese
Yllustrando su blasón.
Por tanto le concedió
A todos sus descendientes,
Venideros, y presentes,
El privilegio que dio
En la Foyeza a estas gentes.
Y ansí que esta nación
De Asturias más libertada
Mas sin pechos habitada,
Muchas gentes con razón
Desean ser de su mesnada.
Pintan un caballero armado
Dos perros y un lobo insano,
En un campo ensangrentado
Por tropheo más señalado.

## Medio Natural
La Focella, está asentada en terreno plano, aprovechando la cubeta glaciar de gran riqueza paisajística, que se nutre de valles salpicados de fuentes que calman la sed de senderistas y cicloturistas, bosques tupidos, como el hayedo de Montegrande, y caminos tallados entre la piedra y miradores dignos de la Asturias más natural. Una de sus rutas parte del casco urbano hacia cercana cascada del Xiblu. Las itinerarios excursionistas enlazan con Páramo (Teverga) o la Villa de Sub desde donde se pueden iniciar numerosas actividades o descansar dejando que la naturaleza nos descubra sus escenarios.